# Grand Prix Španělska 1979
Grand Prix Španělska 1979 (oficiálně XXV Gran Premio de España) se jela na okruhu Circuito del Jarama v Madridu ve Španělsku dne 29. dubna 1979. Závod byl pátým v pořadí v sezóně 1979 šampionátu Formule 1.

## Závod
| Poř.   | No. | Jezdec                 | Konstruktér        | Počet kol | Čas/Odstoupení | Pořadí na startu | Body |
| ------ | --- | ---------------------- | ------------------ | --------- | -------------- | ---------------- | ---- |
| 1      | 25  | Patrick Depailler      | Ligier-Ford        | 75        | 1:39:11.84     | 2                | 9    |
| 2      | 2   | Carlos Reutemann       | Lotus-Ford         | 75        | + 20.94        | 8                | 6    |
| 3      | 1   | Mario Andretti         | Lotus-Ford         | 75        | + 27.31        | 4                | 4    |
| 4      | 11  | Jody Scheckter         | Ferrari            | 75        | + 28.68        | 5                | 3    |
| 5      | 4   | Jean-Pierre Jarier     | Tyrrell-Ford       | 75        | + 30.39        | 12               | 2    |
| 6      | 3   | Didier Pironi          | Tyrrell-Ford       | 75        | + 48.43        | 10               | 1    |
| 7      | 12  | Gilles Villeneuve      | Ferrari            | 75        | + 52.31        | 3                |      |
| 8      | 30  | Jochen Mass            | Arrows-Ford        | 75        | + 1:14.84      | 17               |      |
| 9      | 16  | René Arnoux            | Renault            | 74        | + 1 kolo       | 11               |      |
| 10     | 29  | Riccardo Patrese       | Arrows-Ford        | 74        | + 1 kolo       | 16               |      |
| 11     | 14  | Emerson Fittipaldi     | Fittipaldi-Ford    | 74        | + 1 kolo       | 19               |      |
| 12     | 17  | Jan Lammers            | Shadow-Ford        | 73        | + 2 kola       | 24               |      |
| 13     | 8   | Patrick Tambay         | McLaren-Ford       | 72        | + 3 kola       | 20               |      |
| 14     | 9   | Hans-Joachim Stuck     | ATS-Ford           | 69        | + 6 kol        | 21               |      |
| Ret    | 5   | Niki Lauda             | Brabham-Alfa Romeo | 63        | Únik vody      | 6                |      |
| Ret    | 31  | Héctor Rebaque         | Lotus-Ford         | 58        | Motor          | 23               |      |
| Ret    | 27  | Alan Jones             | Williams-Ford      | 54        | Převodovka     | 13               |      |
| Ret    | 18  | Elio de Angelis        | Shadow-Ford        | 52        | Motor          | 22               |      |
| Ret    | 28  | Clay Regazzoni         | Williams-Ford      | 32        | Motor          | 14               |      |
| Ret    | 20  | James Hunt             | Wolf-Ford          | 26        | Brzdy          | 15               |      |
| Ret    | 15  | Jean-Pierre Jabouille  | Renault            | 21        | Turbo          | 9                |      |
| Ret    | 7   | John Watson            | McLaren-Ford       | 21        | Motor          | 18               |      |
| Ret    | 26  | Jacques Laffite        | Ligier-Ford        | 15        | Motor          | 1                |      |
| Ret    | 6   | Nelson Piquet          | Brabham-Alfa Romeo | 15        | Vstřikování    | 7                |      |
| DNQ    | 22  | Derek Daly             | Ensign-Ford        |           |                |                  |      |
| DNQ    | 24  | Arturo Merzario        | Merzario-Ford      |           |                |                  |      |
| DNQ    | 36  | Gianfranco Brancatelli | Kauhsen-Ford       |           |                |                  |      |
| Zdroj: |     |                        |                    |           |                |                  |      |

## Průběžné pořadí po závodě
Pohár jezdců
| Pořadí | Jezdec            | Body |
| ------ | ----------------- | ---- |
| 1      | Gilles Villeneuve | 20   |
| 2      | Patrick Depailler | 20   |
| 3      | Jacques Laffite   | 18   |
| 4      | Carlos Reutemann  | 18   |
| 5      | Jody Scheckter    | 16   |
| Zdroj: |                   |      |

Pohár konstruktérů
| Pořadí | Konstruktér  | Body |
| ------ | ------------ | ---- |
| 1      | Ligier-Ford  | 38   |
| 2      | Ferrari      | 36   |
| 3      | Lotus-Ford   | 30   |
| 4      | Tyrrell-Ford | 11   |
| 5      | McLaren-Ford | 4    |
| Zdroj: |              |      |